# Donjolužičkosrpski jezik
Donjolužičkosrpski jezik (dolnoserbski; ISO 639-3: dsb), zapadnoslavenski jezik kojim u preko šezdeset gradova i sela u Donjoj Lužici (Niederlausitz) govori oko 7000 pripadnika etničkih Lužičkih Srba (Donji Lužičani, Wendojo). Glavno središte je grad Cottbus (Chósebuz).
Sami svoj jezik nazivaju dolnoserbski (serbšćina). Najbliži srodnik mu je gornjolužičkosrpski [hsb]. Piše se na latinici. Novine, radio-program i škole, uključujući i visoke. Etničkih Lužičana ima i na području SAD-a.
Mina Witkojc najpoznatija je spisateljica, koja je pisala na donjolužičkosrpskom jeziku. 

## Vanjske poveznice
- Ethnologue (14th)
- Ethnologue (15th)
- www.dolnoserbski.de - portal wó dolnoserbskej rěcy, nimsko-dolnoserbski słownik
- BUBAK -dolnoserbski radijowy program (real audio)  Arhivirana inačica izvorne stranice od 2. veljače 2009. (Wayback Machine)